# Hryhorij Kriss
Hryhorij Jakowycz Kriss (ukr. Григорій Якович Крісс; ros. Григорий Яковлевич Крисс, Grigorij Jakowlewicz Kriss; ur. 24 grudnia 1940 w Kijowie) – ukraiński szpadzista reprezentujący ZSRR, wielokrotny medalista igrzysk olimpijskich i mistrzostw świata.
Na igrzyskach olimpijskich w Tokio w 1964 roku wywalczył indywidualnie złoty medal. W rundzie finałowej wygrał dwie z trzech walk i wyprzedził Billa Hoskynsa z Wielkiej Brytanii i innego radzieckiego szermierza, Gurama Kostawę. W zawodach drużynowych był siódmy. Na rozgrywanych cztery lata później igrzyskach olimpijskich w Meksyku wywalczył indywidualnie srebrny medal. W rundzie finałowej jedną walkę wygrał i jedną zremisował, ostatecznie plasując się za Węgrem Győző Kulcsárem, a przed Włochem Gianluigim Saccaro. Na tej samej imprezie wspólnie z Wiktorem Modzolewskim, Josypem Witebśkym, Aleksiejem Nikanczikowem i Jurijem Smolakowem zdobył kolejny srebrny medal. Brał też udział w igrzyskach olimpijskich w Monachium w 1972 roku, gdzie reprezentacja ZSRR w składzie: Wiktor Modzolewski, Siergiej Paramonow, Igor Waletow, Gieorgij Zażycki i Hryhorij Kriss zdobyła w zawodach drużynowych brązowy medal. Indywidualnie odpadł w półfinałach.
Podczas mistrzostw świata w Paryżu w 1965 roku wspólnie z Władimirem Doninem, Bruno Habārovsem, Guramem Kostawą i Aleksiejem Nikanczikowem zdobył brązowy medal w zawodach drużynowych. W tej samej konkurencji reprezentacja ZSRR z Krissem w składzie zdobywała następnie złote medale na mistrzostwach świata w Montrealu (1967) i mistrzostwach świata w Hawanie (1969) oraz srebrne podczas mistrzostw świata w Moskwie (1966) i mistrzostw świata w Wiedniu (1971). Ponadto wywalczył złoty medal indywidualnie na mistrzostwach świata w Wiedniu w 1971 oraz srebrny na mistrzostwach świata w Montrealu cztery lata wcześniej (plasując się za Aleksiejem Nikanczikowem).
Był wiceprezydentem Ukraińskiej Federacji Szermierki. Został odznaczony Orderem Księcia Jarosława Mądrego V stopnia (2020) oraz orderem „Za zasługi” I (2016), II (2012) i III stopnia (2002).

## Osiągnięcia
Konkurencja: szpada
Igrzyska olimpijskie
- indywidualnie (1964)
- indywidualnie (1968); drużynowo (1968)
- drużynowo (1972)

Mistrzostwa świata
- indywidualnie (1971)[7]; drużynowo (1967, 1969)
- indywidualnie (1967)[8]; drużynowo (1966, 1971)
- drużynowo (1965)

## Nagrody i osiągnięcia
- Międzynarodowa Żydowska Galeria Sław Sportu – 1989[6]